# جوان دي فينج
جوان دي فينج ولدت في 2 أبريل 1948 باسم جوان كارول دينيسون) هي مؤلفة خيال علمي أمريكي. وهي معروفة بأعمال مثل رواية ملكة الثلج الحائزة على جائزة هوغو، وتتبعها سلسلتها حول توارد الخواطر (قطة)، ولها كتب (أخبار السماء). وهي أيضًا مؤلفة كتاب البيت العشوائي للأساطير اليونانية (1999).

## السيرة الشخصية
تزوجت فينج مرتين: أولاً من زميل مؤلف خيال علمي فيرنور فينج من عام 1972 إلى عام 1979، وحالياً من محرر الخيال العلمي جيمس فرنكل منذ عام 1980. فينج وفرينكل لديهما طفلان، ويعيشان في جرين فالي، أريزونا. قامت بالتدريس في ورشة كلاريون عدة مرات في الشرق والغرب وإلى جانب الكتابة تصنع فينج الدمى وتبيعها أيضًا.
أهدى روبرت أ. هينلين روايته التي صدرت عام 1982 يوم الجمعة لجوان.
في 2 مارس / آذار 2002، أصيبت فينج بجروح بالغة في حادث سيارة أدى إلى إصابتها بضرر دماغي «طفيف لكنه منهك»، إلى جانب الألم العضلي الليفي الذي تعاني منه جعلها غير قادرة على الكتابة ثم تعافت إلى درجة أنها تمكنت من استئناف الكتابة في بداية عام 2007، وأول كتاب جديد لها بعد الحادث هو رواية 2011 لفيلم رعاة البقر والأجانب.

## الأعمال
ظهرت أول قصة منشورة لـفينج «جندي من صفيح» في أوربيت في 14 من عام 1974. ظهرت قصصها أيضًا في مجلة التناظرية ونساء الألفية وخيال أسيموف العلمي والعديد من مختارات «أفضل ما في العام».
حازت العديد من قصصها على جوائز كبرى: فازت روايتها ملكة الثلج عام 1981 بجائزة هوغو لأفضل رواية. حاز فيلم عيون العنبر على جائزة هوغو لعام 1977 لأفضل رواية، كما تم ترشيحها للعديد من الجوائز الأخرى مثل هوغو ونيبولا، بالإضافة إلى جائزة جون دبليو كامبل لأفضل كاتب جديد وحازت روايتها بسيون على جائزة أفضل كتاب للشباب من قبل جمعية المكتبات الأمريكية.
في مارس 2007، تم إصدار طبعة جديدة من روايتها بسيون والتي تضمنت رواية تكميلية «بسيرين» معًا في مجلد واحد.
في وقت وقوع الحادث في عام 2002، كانت فينج تعمل على رواية جديدة ومستقلة تسمى ليديسميث تدور أحداثها في العصر البرونزي في أوروبا. استأنفت كتابة ليديسميث بمجرد أن تمكنت من البدء في الكتابة مرة أخرى في عام 2007.

## الفهرس

### أخبار السماء
- المنبوذين من حزام السماء (1978)
- تراث (1980)

### دورة ملكة الثلج
- ملكة الثلج (1980)
- نهاية العالم (1984)
- ملكة الصيف (1991)
- متشابكة باللون الأزرق (2000)

### قطة
- بسيون (1982)
- كاتسباو (1988)
- دريم فول (1996)

### المجموعات
- حرائق / الأم والطفل (1978) - مجموعة ذات مجلد واحد من روايتين.
- عيون العنبر (1979) - 6 قصص قصيرة
- العنقاء في الرماد (1985) - 6 قصص قصيرة
- دم غريب (1988) - جمع-مجلد واحد من بيسون وأتمته في كاتسباو
- أخبار السماء (1991) - جمع-مجلد واحد من المنبوذون من حزام السماء وأتمته في تراث

### الروايات الإعلامية والروابط
- حرب النجوم: عودة الجيداي - القصة المصورة على أساس الفيلم (1983)
- طرزان ملك القردة (1983)
- كتاب قصص الكثبان الرملية (1984)
- العودة إلى أوز (1985)
- ماد ماكس بيوند ثندردوم (1985)
- سانتا كلوز: الفيلم (1985)
- سانتا كلوز: قصة الفيلم (1985)
- ليدي هوك (1987)
- الصفصاف (1988)
- فقدت في الفضاء (1998)
- رعاة البقر والأجانب (2011)
- 47 رونين (2013)

### الخيال القصير
- «جندي من الصفيح» (1974)
- «الأم والطفل» (1975)
- «المتدرب البائع المتجول» (مع فيرنور فينج) (1975)
- «السفينة البلورية» (1976)
- «لجرس القط» (1977)
- «عيون العنبر» (1977)
- «منظر من ارتفاع» (1978)
- «العنقاء في الرماد» (1978)
- «النيران» (1978)
- «بسيرين» (1980)
- «ملك العاصفة» (1980)
- «أصوات من الغبار» (1980)
- «هانت يونيكورن» (1980)
- «دورة اكسور» (1982)
- «الفتاة الذهبية وحراس الأحجار الكريمة» (مثل بيلي راندال) (1985)
- «تام لين» (1985)
- «سجلات المريخ الأخيرة» (1990)
- «قطة مورفي» (2000)

### الشعر
- «فينيكس» (1978)
- «سقوط الشمس والرنين» (1978)
- «عاشق أجنبي» (1980)
- «هناك أغاني» (1980)